# Synagoga w Żychlinie
Synagoga w Żychlinie – główna synagoga żychlińskiej gminy żydowskiej znajdująca się przy ulicy Zdrojowej.
Synagoga została zbudowana w 1880 roku według projektu Aleksandra Woyde wzorowanego na wcześniejszym projekcie Sylwestra Baldiego, na miejscu starej drewnianej synagogi. Podczas II wojny światowej hitlerowcy zdewastowali wnętrze synagogi i urządzili w niej magazyn.
Murowany i orientowany budynek synagogi wzniesiono na planie prostokąta o wymiarach 16m x 22m. We wschodniej części znajduje się dawna, kwadratowa sala modlitewna, a w zachodniej części mały przedsionek. Cały budynek synagogi jest przykryty dachem dwuspadowym z trójkątnymi szczytami.
W głównej sali zachowała się galeria dla kobiet, wsparta żeliwnymi, korynckimi kolumnami, z drewnianą balustradą wypełnioną płycinami z dekoracją malarską. Przetrwały resztki malowideł, znajdujących się wokół Aron ha-kodesz oraz obramowanie - obecnie zamurowanych - drzwi zewnętrznych. Podczas wojny zamurowano wysokie, półokrągle zakończone okna, z których pozostawiono tylko górne części, aby oświetlały galerię dla kobiet.